# اسپرا
اسپرا (به ایتالیایی: Spera) یک کومونه در ایتالیا است که در ترنتینو واقع شده‌است.

## خصوصیات
اسپرا ۳٫۳ کیلومترمربع مساحت و ۵۵۵ نفر جمعیت دارد و ۵۵۷ متر بالاتر از سطح دریا واقع شده‌است.